# Émile Eddé
Émile Eddé (5 de mayo de 1886, Damasco, Siria otomana - 28 de septiembre de 1949) (en árabe: إميل أده‎: إميل أده) fue una figura política de los Maronitas del Líbano

## Carrera
Durante el periodo del mandato francés en el que la República de Líbano funcionaba bajo la autoridad de un alto comisionado francés, Eddé ejerció como primer ministro del 11 de octubre de 1929 hasta el 25 de marzo de 1930 y como presidente del Líbano de 1936 hasta 1941. El 11 de noviembre de 1943, tras el acto de la legislatura libanesa en abolir el Mandato, el alto comisionado nombró a Eddé como presidente. Diez días más tarde, sin embargo, bajo la presión de otros aliados de Francia en la Segunda Guerra Mundial, los franceses destituyeron a Eddé del cargo y restauraron el gobierno de Bechara El Khoury el 21 de noviembre.
, y brevemente en 1943. También fundó y dirigió el partido del Bloque Nacional Libanés. Fur sucedido como líder del partido por su hijo Raymond Eddé.